# Solmaz

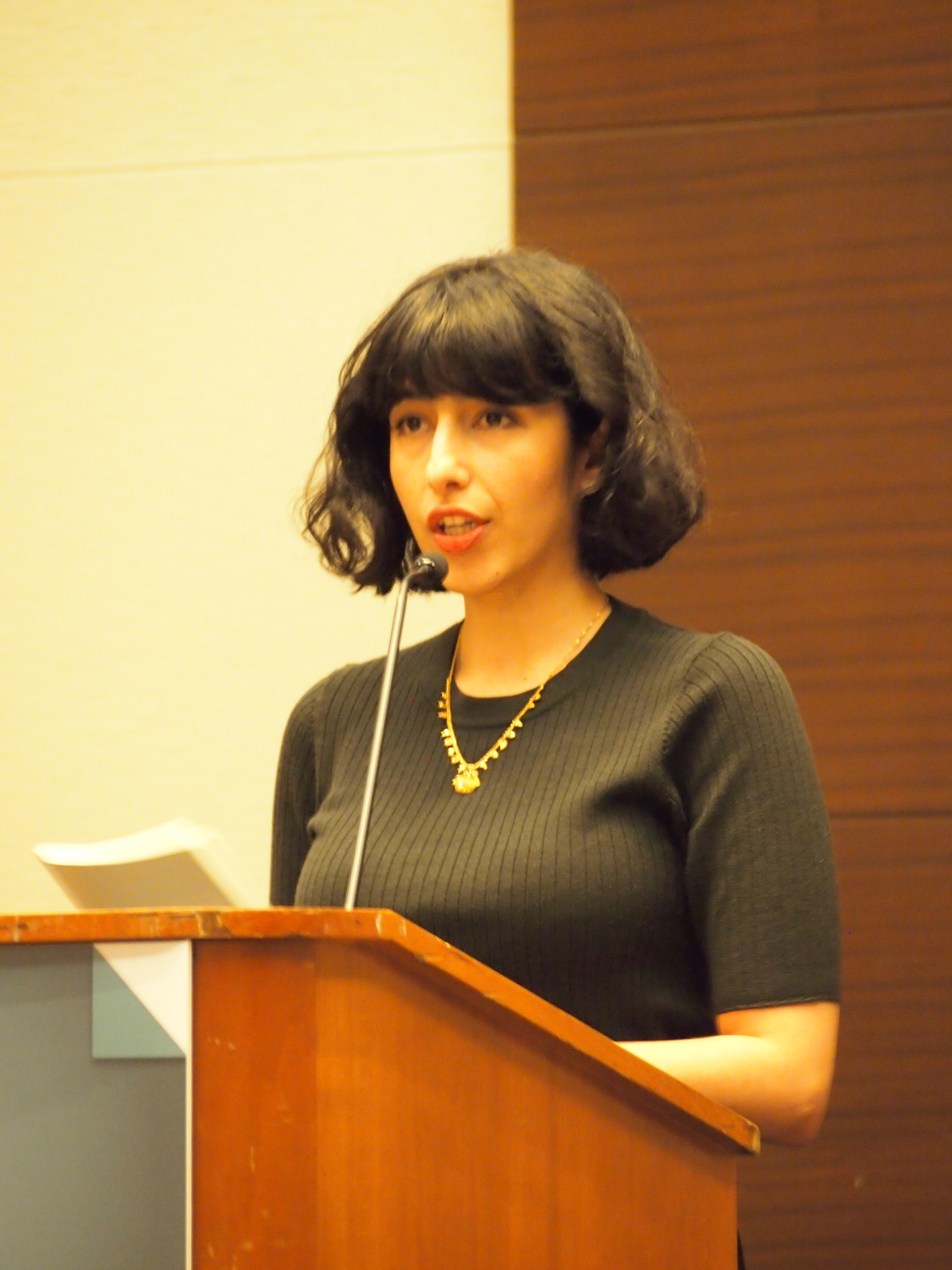
Solmaz Sharif, 2017.

Solmaz är ett förnamn med spridning i Turkiet och Iran. Namnets betydelse är "härdig, den som aldrig vissnar".

## Personer som bär namnet
- Solmaz Sharif, iransk-amerikansk poet